# ناوچه کلاس اولسان
ناوچه کلاس اولسان (به انگلیسی: Ulsan-class frigate) یک کلاس از کشتی است که طول آن 103.7m می‌باشد.